# Bay Psalm Book

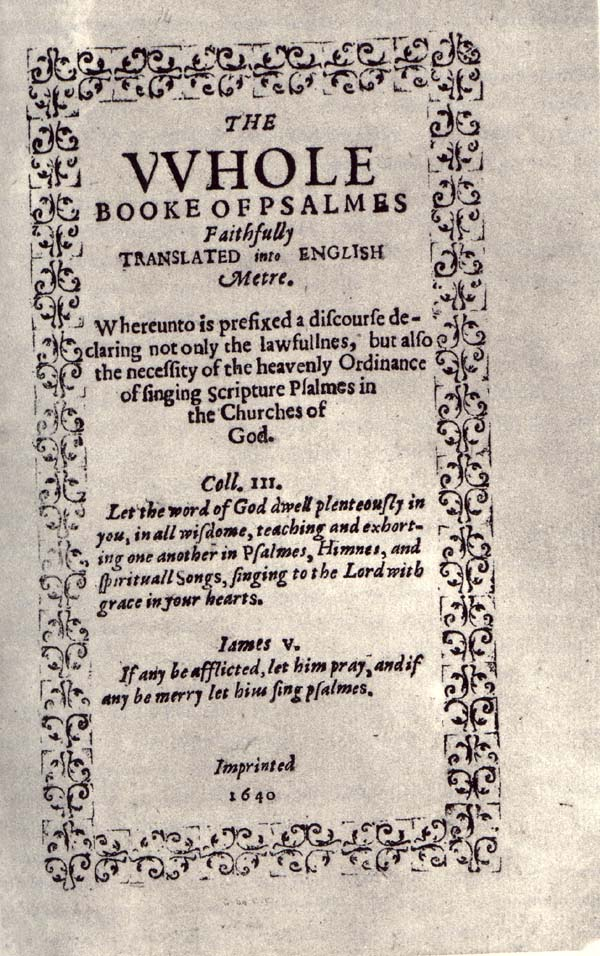
Titelblad van de eerste druk (1640).

Het Bay Psalm Book is een psalter dat in 1640 gedrukt werd in Cambridge (Massachusetts). Het was het eerste boek dat in de Britse Noord-Amerikaanse kolonie gedrukt werd. Het is een berijmde vertaling in het Engels van het boek Psalmen.
De eerste druk bestond uit 148 kleine quarto-bladen. Daarvan werden naar schatting 1.700 exemplaren gedrukt. De titelbladzijde droeg de tekst:
Faithfully

TRANSLATED into ENGLISH

Metre.

Whereunto is prefixed a discourse

declaring not only the lawfullnes, but also

the necessity of the heavenly Ordinance

of singing Scripture Psalmes in

the Churches of God.
Er volgden nog een aantal herdrukken. De vertalingen van de psalmen werden uitgevoerd door geestelijken van de puriteinse nederzetting Massachusetts Bay Colony, hoofdzakelijk Richard Mather, Thomas Weld en John Eliot.
Van de eerste druk zijn elf exemplaren bewaard gebleven. Een ervan werd op 26 november 2013 geveild bij Sotheby's in New York voor 14,16 miljoen dollar. Daarmee was dat het duurste gedrukte boek ter wereld tot dan toe.

## Trivia
- Het Bay Psalm Book speelt een prominente rol in een bestseller van David Balcacci: De Verzamelaars.